# 西赤沢町
西赤沢町（にしあかさわちょう）は、愛知県豊橋市の地名。

## 地理
豊橋市南西部に位置する。東は東赤沢町、西は杉山町・城下町、南は遠州灘、北は老津町・富士見台に接する。

### 河川
- 豊川用水東部幹線水路[1]
- 紙田川[1]

### 字一覧
- 池見（いけみ）[WEB 5]
- 大坂（おおさか）[WEB 5]
- 大堀（おおぼり）[WEB 5]
- 根入（こんにゅう）[WEB 5]
- 郷ノ内（ごうのうち）[WEB 5]
- 神出（じんで）[WEB 5]
- 神田（じんでん）[WEB 5]
- 深山（すやま）[WEB 5]
- 堂田（どうでん）[WEB 5]
- 原山（はらやま）[WEB 5]
- 万場（ばんば）[WEB 5]
- 東浦（ひがしうら）[WEB 5]
- 堀尻（ほりじり）[WEB 5]
- 道下（みちした）[WEB 5]
- 南ノ谷（みなみのや）[WEB 5]
- 横根（よこね）[WEB 5]

## 歴史

### 人口の変遷
国勢調査による人口および世帯数の推移。
| 1995年（平成7年）  | 89世帯 433人  |  |
| 2000年（平成12年） | 97世帯 503人  |  |
| 2005年（平成17年） | 97世帯 517人  |  |
| 2010年（平成22年） | 94世帯 484人  |  |
| 2015年（平成27年） | 101世帯 499人 |  |

## 交通
- 愛知県道伊良湖岬白須賀線[1]
- 愛知県道城下老津線[1]

## 施設
- 豊南校区市民館[1]
- 豊橋市南部農協西赤沢出張所[1]
- 西赤沢児童遊園[1]
- 曹洞宗吉祥院[1]
- 貴船神社[1]

### WEB
1. ↑  “愛知県豊橋市の町丁・字一覧”.   人口統計ラボ. 2023年4月13日閲覧。
2. ↑  総務省統計局 (2017年1月27日). “平成27年国勢調査の調査結果(e-Stat) - 男女別人口及び世帯数 －町丁・字等” (CSV). 2021年7月21日閲覧。
3. ↑  “愛知県豊橋市の郵便番号一覧”.   日本郵便. 2023年4月13日閲覧。
4. ↑  “市外局番の一覧” (PDF).   総務省 (2022年3月1日). 2022年3月22日閲覧。
5. 1 2 3 4 5 6 7 8 9 10 11 12 13 14 15 16  “愛知県豊橋市 住所一覧から地図を検索”.   ONE COMPATH. 2023年8月17日閲覧。
6. ↑  総務省統計局 (2014年3月28日). “平成7年国勢調査の調査結果(e-Stat) - 男女別人口及び世帯数 －町丁・字等” (CSV). 2021年7月20日閲覧。
7. ↑  総務省統計局 (2014年5月30日). “平成12年国勢調査の調査結果(e-Stat) - 男女別人口及び世帯数 －町丁・字等” (CSV). 2021年7月20日閲覧。
8. ↑  総務省統計局 (2014年6月27日). “平成17年国勢調査の調査結果(e-Stat) - 男女別人口及び世帯数 －町丁・字等” (CSV). 2021年7月21日閲覧。
9. ↑  総務省統計局 (2012年1月20日). “平成22年国勢調査の調査結果(e-Stat) - 男女別人口及び世帯数 －町丁・字等” (CSV). 2021年7月21日閲覧。
10. ↑  総務省統計局 (2017年1月27日). “平成27年国勢調査の調査結果(e-Stat) - 男女別人口及び世帯数 －町丁・字等” (CSV). 2021年7月21日閲覧。

### 書籍
1. 1 2 3 4 5 6 7 8 9 10 11  「角川日本地名大辞典」編纂委員会 1989, p. 1791.